# 福島県道12号原町川俣線
福島県道12号原町川俣線（ふくしまけんどう12ごう はらまちかわまたせん）は、福島県南相馬市と伊達郡川俣町を結ぶ県道（主要地方道）である。

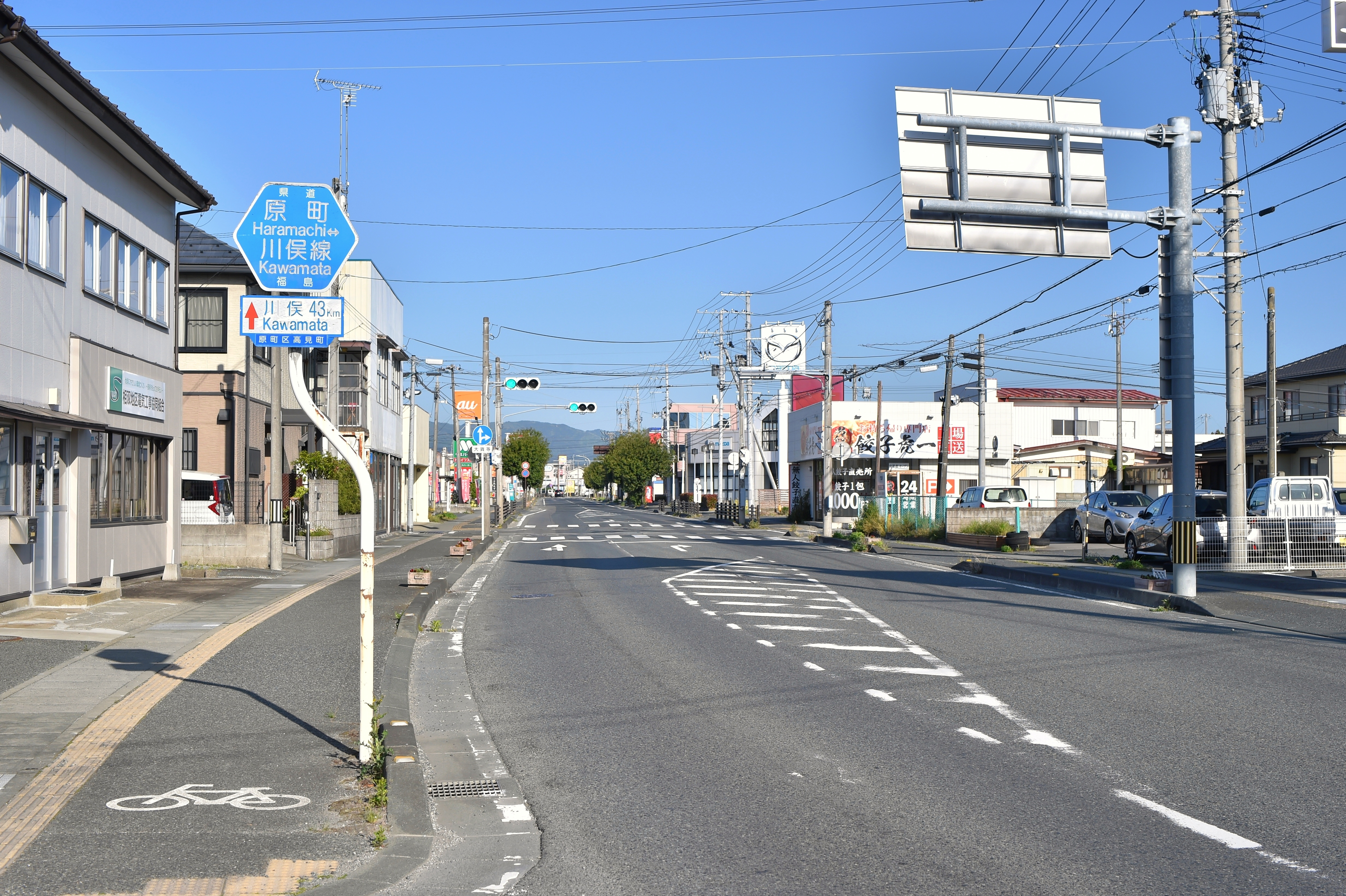
福島県道12号原町川俣線
南相馬市原町区高見町（2024年5月）

## 概要
国道114号を介し、県庁所在地の福島市と相双地方の中心都市である南相馬市を結ぶ。
2011年の福島第一原子力発電所事故発生当初、南相馬市の一部と飯舘村全域が計画的避難区域（後に避難指示解除準備区域および居住制限区域に再編）へ指定されていた。かつて20 km圏内に設定されていた警戒区域や年間放射線量が50ミリシーベルトを超える帰還困難区域とは異なり、通行は制限されていなかった。
以前より福島市内と相双地区を最短で結ぶルートであったが、国道114号が原発事故の影響で不通であったため、迂回する車で交通量が増えていた。

### 路線データ
- 起点：南相馬市原町区高見町（国道6号交点）
- 終点：伊達郡川俣町飯坂（国道349号交点）
- 総延長： 41.085 km[要出典]
- 重用延長：2.005 km[要出典]
- 実延長：39.080 km[要出典]

## 歴史
- 1954年1月20日 - 建設省告示第16号が公布され、福島県道川俣原町線の一部が主要地方道原町川俣線として指定される。
- 1954年（昭和29年）11月11日 - 福島県によって現行の県道路線に認定される[2]。
- 1993年（平成5年）5月11日 - 建設省から、県道原町川俣線が原町川俣線として主要地方道に指定される[3]。

## 路線状況

### 重複区間
- 福島県道31号浪江国見線（相馬郡飯舘村草野車 地内）
- 国道399号：相馬郡飯舘村臼石 - 相馬郡飯舘村二枚橋

### 新道・バイパス
八木沢工区（原町区～飯舘村）
芦原工区（飯舘村）
全長1.3km　幅員10.0m（車道部6.0m）。八木沢峠西側の芦原地区の線形改良の為に2010年度に事業化され、2016年3月30日に開通した。
二枚橋工区（飯舘村）
全長1222.7m。飯舘村市街地西側の二枚橋地区の集落内を通る狭隘区間の南側を迂回する。2022年2月25日に開通した。旧道は2023年3月17日に県道指定から外された。
水境工区（川俣町）
全長1.2km、幅員11.0m（車道部6.5m）。水境峠の線形改良の為に2004年度に事業化され、2013年11月29日に開通した。

### 橋梁
原町跨線橋
- 全長：230.6m
- 幅員：10.0m
- 竣工：1970年

南相馬市原町区中心部、JR原ノ町駅北側にてJR常磐線を渡る。東詰は錦町二丁目、西詰は東町三丁目に位置し、両端とも信号交差点となっている。橋上は上下対向2車線で供用され、両側に自転車通行帯が設置されている。
西河原橋
- 全長：57.4m
- 幅員：14.8m
- 竣工：1986年[8]

南相馬市原町区三島3丁目から北町、小川町に至り、二級水系新田川水系水無川を渡る。
栢木橋
- 全長：102.7m
  - 主径間：34.3m
- 幅員：6.5(11.0)m
- 形式：3径間鋼連続鈑桁橋
- 竣工：2001年度

南相馬市原町区深野字風越から大原字清水、字東下田、字中田の境界付近に跨り、二級水系新田川を渡る。橋上は上下対向2車線で供用され、下り線側に幅員2.5mの歩道が設置されている。老朽化の激しく幅員が狭隘であった旧橋梁から架け替えられた。桁部には耐候性鋼材が用いられメンテナンスコストの縮減が図られている。総工費は2億8200万円。

### トンネル

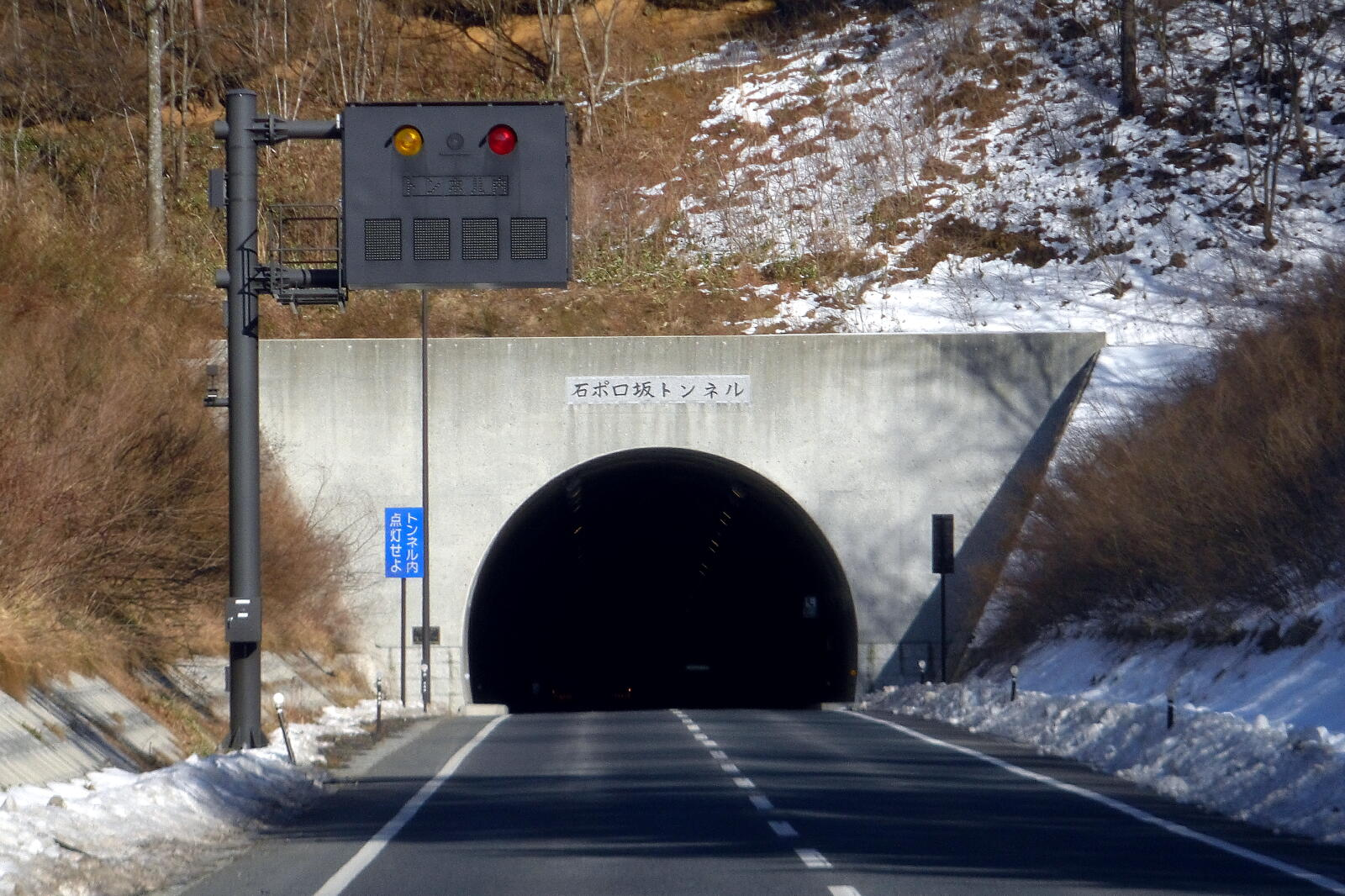
石ポロ坂トンネル

- 八木沢トンネル
- 石ポロ坂トンネル

### 道の駅
- いいたて村の道の駅までい館[10]

## 地理

### 通過する自治体
- 南相馬市
- 相馬郡飯舘村
- 伊達郡川俣町

### 交差する道路
- 南相馬市

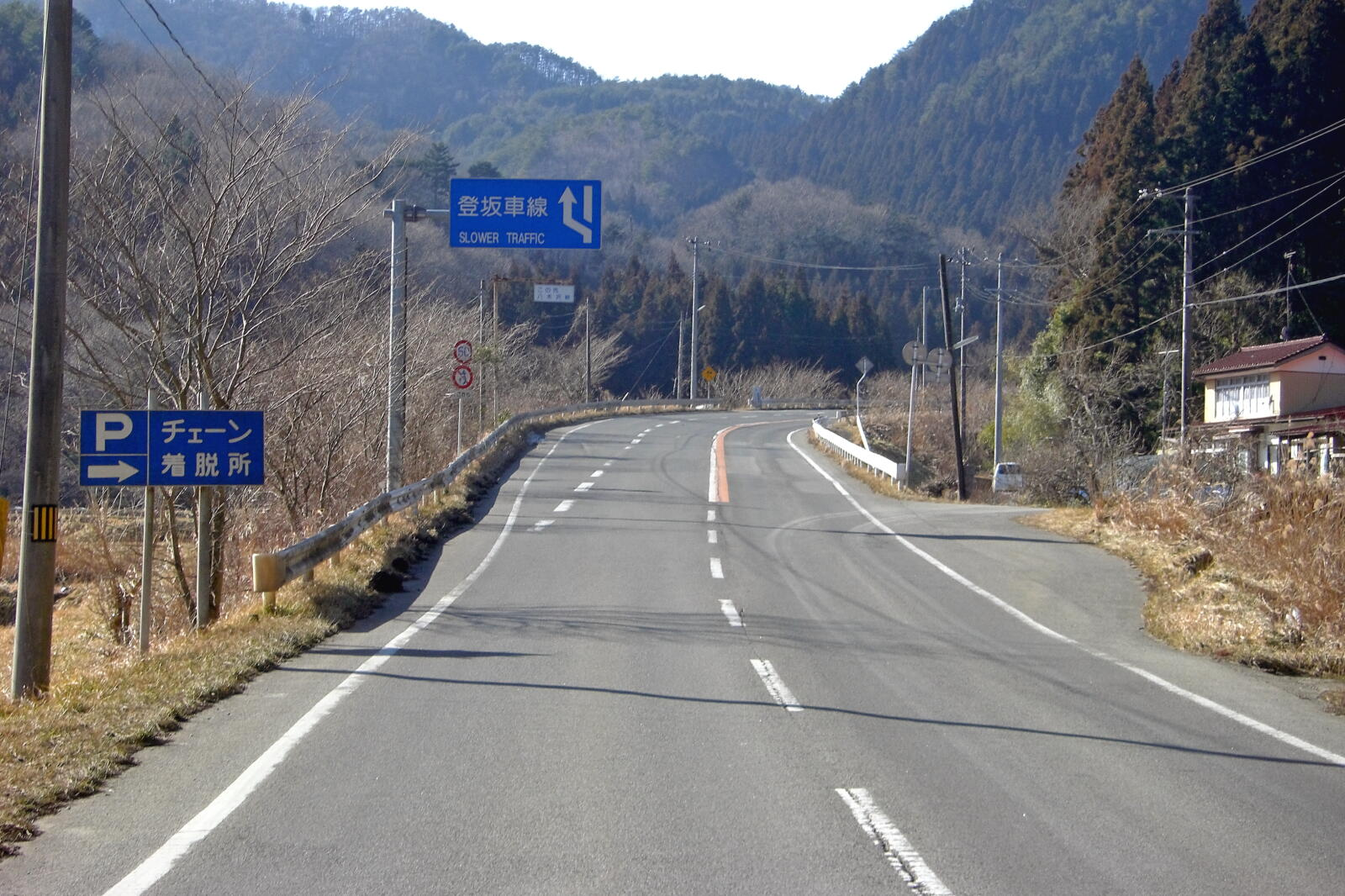
八木沢峠の手前にある登坂車線

  - 国道6号・福島県道263号下渋佐南新田線（起点）
  - 福島県道74号原町海老相馬線（南相馬市原町区大町）
  - 福島県道49号原町浪江線・福島県道120号浪江鹿島線（南相馬市原町区本町）
  - 福島県道34号相馬浪江線（南相馬市原町区北長野）
  - E6常磐自動車道（南相馬IC）
  - 福島県道267号大芦鹿島線（南相馬市原町区大原）
- 相馬郡飯舘村
  - 福島県道31号浪江国見線 浪江町方面・福島県道268号草野大倉鹿島線（相馬郡飯舘村草野車）
  - 福島県道31号浪江国見線 伊達市方面（相馬郡飯舘村草野車）
  - 国道399号 いわき市方面・福島県道315号臼石月舘線（相馬郡飯舘村臼石）
  - 国道399号 伊達市方面（相馬郡飯舘村二枚橋）
- 伊達郡川俣町内
  - 国道349号（終点）

### 沿線にある施設など
- 南相馬市立総合病院（起点付近）
- 南相馬市立原町第一小学校
- 南相馬市役所
- 南相馬市民文化会館 ゆめはっと
- 南相馬市立石神第一小学校
- 南相馬バスターミナル
- 大原簡易郵便局
- 飯舘村公民館
- 二枚橋郵便局
- 川俣町立飯坂小学校
- 福島県立川俣高等学校